# Resolutie 1973 Veiligheidsraad Verenigde Naties
Resolutie 1973 van de Veiligheidsraad van de Verenigde Naties werd door de VN-Veiligheidsraad aangenomen op 17 maart 2011. Ze had betrekking op de situatie in Libië in verband met de opstand aldaar. De resolutie, die werd ingediend door Frankrijk, het Verenigd Koninkrijk en Libanon stelde een vliegverbod boven Libië in en machtigde alle VN-lidstaten om, met uitsluiting van een buitenlandse bezettingsmacht op Libisch grondgebied, alle noodzakelijke maatregelen te nemen voor de bescherming van de burgerbevolking in Libië. Tien lidstaten van de Raad stemden vóór de resolutie. Naast de drie indieners waren dit de Verenigde Staten, Bosnië en Herzegovina, Colombia, Gabon, Portugal, Nigeria en Zuid-Afrika. Vijf landen onthielden zich van stemming, namelijk Rusland, China, Brazilië, Duitsland en India.

## Achtergrond
Op 15 februari 2011 braken in Libië — in navolging van andere Arabische landen — protesten uit tegen het autocratische bewind van kolonel Moammar al-Qadhafi. Twee weken later had dit bewind de controle over een groot deel van Libië verloren na gewelddadige confrontaties tussen zijn aanhangers en tegenstanders. Het geweld bleef aanhouden en vele Libiërs vluchtten de grenzen met Egypte en Tunesië over. Het merendeel van de internationale gemeenschap koos de zijde van de oppositie in Libië en overwoog sancties tegen het land. Op 26 februari eiste de Veiligheidsraad al in resolutie 1970 een onmiddellijk einde aan het geweld en legde hij een wapenembargo en reisverboden op.

## Belangrijkste punten
1. Eist de onmiddellijke instelling van een staakt-het-vuren en een volledige stopzetting van het geweld en alle aanvallen tegen en misbruik van burgers;
4. Machtigt de lidstaten (...), hetzij nationaal handelend of door middel van regionale organisaties of regelingen, (...) alle noodzakelijke maatregelen te nemen, ondanks paragraaf 9 van resolutie 1970 (het wapenembargo), om met aanvallen bedreigde burgers en bevolkte gebieden in Libië, met inbegrip van Benghazi, te beschermen. met uitsluiting van een buitenlandse bezettingsmacht in welke vorm dan ook op enig deel van het Libische grondgebied;
6. Besluit ter wille van de bescherming van burgers een verbod in te stellen op alle vluchten in het luchtruim van Libië;
7. Besluit verder dat het door paragraaf 6 opgelegde verbod niet van toepassing is op vluchten die uitsluitend humanitaire hulp als doel hebben, zoals het leveren of het vergemakkelijken van verlenen van bijstand, met inbegrip van medische benodigdheden, voedsel, humanitaire hulpverleners en daarmee verband houdende bijstand, of het evacueren van buitenlanders uit Libië, en evenmin van toepassing is op vluchten waarvoor de paragrafen 4 of 8 machtiging verlenen, noch op andere vluchten die door de staten die handelen krachtens de in paragraaf 8 verleende machtiging noodzakelijk worden geacht voor het welzijn van het Libische volk, en dat deze vluchten moeten worden gecoördineerd met elk krachtens paragraaf 8 ingesteld mechanisme;
8. Machtigt de lidstaten (...), hetzij nationaal handelend of door middel van regionale organisaties of regelingen, alle noodzakelijke maatregelen te nemen om de naleving van het door bovenstaande paragraaf 6 opgelegde vliegverbod af te dwingen;
17. Beslist dat alle staten alle vliegtuigen die geregistreerd zijn in Libië of eigendom zijn van of geëxploiteerd worden door Libische onderdanen of bedrijven de toestemming dienen te weigeren om van hun grondgebied op te stijgen, erop te landen, of over hun grondgebied te vliegen, tenzij de betreffende vlucht is goedgekeurd door de bij resolutie 1970 ingestelde commissie of in het geval van een noodlanding.

## Reacties

### Libië
Saif al-Islam al-Qadhafi, een van de zoons van Moammar al-Qadhafi, zei in een gesprek met CNN-journalist Nic Robertson dat zijn vader ten gevolge van de resolutie niet meer van plan is Benghazi in te trekken, maar in plaats daarvan belangrijke punten in de nabije omgeving van de stad zal innemen.

In Benghazi vierden de opstandelingen feest toen de resolutie werd aangenomen.

### West- en Zuid-Europa

#### Italië
De Italiaanse regering stelt militaire bases beschikbaar. De Sigonella-basis van de NAVO op Sicilië bood reeds logistieke ondersteuning aan de Amerikaanse vloot en kan tevens gebruikt worden in militaire operaties.

### Verenigde Staten
Amerikaans ambassadrice Susan Rice, permanent vertegenwoordiger in de Veiligheidsraad, lichtte haar voorstem toe met de verklaring dat de toekomst van Libië in handen van het Libische volk zou moeten liggen. De Verenigde Staten steunen volgens haar de opstandelingen in hun strijd om universele rechten: "The future of Libya should be decided by the people of Libya. The United States stands with the Libyan people in support of their universal rights."

## Gevolgen
Op 18 maart 2011 heeft Qadhafi de VN-resolutie geschonden. Zijn leger beschoot onder andere met tanks de hele ochtend Benghazi. Volgens de Arabische nieuwszender al-Jazeera zijn daarbij 26 doden gevallen en raakten er meer dan 40 mensen gewond. Ook werd deze dag de westelijke stad Zintan gebombardeerd en naderden tanks van Qadhafi de stad.
Op 19 maart werd een internationale top over Libië gehouden in Parijs waaraan vertegenwoordigers van de Verenigde Staten, de Europese Unie en de Arabische Liga deelnamen. Op de top werd besloten om over te gaan tot militair ingrijpen, op basis van de acties van Qadhafi die ingaan tegen deze resolutie.